# گروب (تورینگن)
گروب (به آلمانی: Grub) یک شهر در آلمان است که در Hildburghausen واقع شده‌است. گروب ۱۹۷ نفر جمعیت دارد.